# Wolfgang Christian Schneider
Wolfgang Christian Schneider (* 10. November 1947 in Stuttgart) ist ein deutscher Historiker und Philosoph.

## Leben
Er studierte Geschichte, deutsche Literaturwissenschaft, Kunstgeschichte, klassische Archäologie und Philosophie in Stuttgart und Tübingen (Staatsexamen (Geschichte, Literaturwissenschaft) Stuttgart 1974, Promotion, Geschichte / Kunstgeschichte (und Klassische Archäologie) Stuttgart 1982, Habilitation, Alte Geschichte, Darmstadt 1993). 1973 nahm er an den Ausgrabungen der Deutschen Forschungsgemeinschaft auf der Heuneburg, einer keltischen Anlage, teil. 1974 nahm er an den Grabungen des Deutschen Archäologischen Instituts Athen auf Samos mit kaiserzeitlichen und spätantiken Befunden teil. Von 1975 bis 1977 hatte er ein Promotionsstipendium des Landes Baden-Württemberg.
Von 1977 bis 1979 arbeitete er am Projekt „Stuttgart in der NS-Zeit“ mit. Von 1980 bis 1982 leitete er das Studium generale an der Universität Stuttgart. Von 1983 bis 1989 war er wissenschaftlicher Assistent am Historischen Institut, Technische Universität Darmstadt. Von 1990 bis 1991 vertrat er den Lehrstuhl Alte Geschichte, Universität Darmstadt. Seit 1993 ist er Privatdozent, seit 2002 Apl. Professor der Alten Geschichten an der Universität Darmstadt. 2007 wurde er Fellow an der Koninklijke Vlaamse Academie van België voor Wetenschappen en Kunsten. 2012 lehrte er als Gastprofessor in den Bereichen Philosophie, Geschichte und Kunstwissenschaft an der Universität Hildesheim. 2012 wurde er „Associated Researcher“ am „Titus Brandsma Institut“ der Radboud-Universität Nijmegen. 2014/15–2019 Professor für Philosophie, Geistes- und Kulturgeschichte an der staatlich anerkannten Cusanus-Hochschule (Bernkastel-Kues). Seit 2017 Seniorprofessor an der Universität Hildesheim, Institut für Philosophie.

## Schriften (Auswahl)
- Ruhm, Heilsgeschehen, Dialektik. Drei kognitive Ordnungen in Geschichtschreibung und Buchmalerei der Ottonenzeit (= Historische Texte und Studien. Band 9). Olms, Hildesheim 1988, ISBN 3-487-07985-2.
- Michel Wagner 1893–1965. Vom expressiven Realismus zur konstruktiven Figuration. Eine Werkübersicht. Galerie-Bernd-Dürr-Ed., München 1994, ISBN 3-927872-14-8.
- Vom Handeln der Römer. Kommunikation und Interaktion der politischen Führungsschicht vor Ausbruch des Bürgerkriegs im Briefwechsel mit Cicero (= Spudasmata. Band 66). Olms, Hildesheim 1998, ISBN 3-487-10716-3.
- Die elegischen Verse von Maximian. Eine letzte Widerrede gegen die neue christliche Zeit. Mit den Gedichten der Appendix Maximiana und der Imitatio Maximiani. Interpretation, Text und Übersetzung (= Palingenesia. Band 79). Franz Steiner, Stuttgart 2003, ISBN 3-515-07926-2.
- Bernward von Hildesheim. Bischof – Politiker – Künstler – Theologe (= Veröffentlichungen des Landschaftsverbandes Hildesheim e.V. Band 18). Olms, Hildesheim 2010, ISBN 978-3-487-14268-5.